# Schlossbrauhaus (Harthausen)

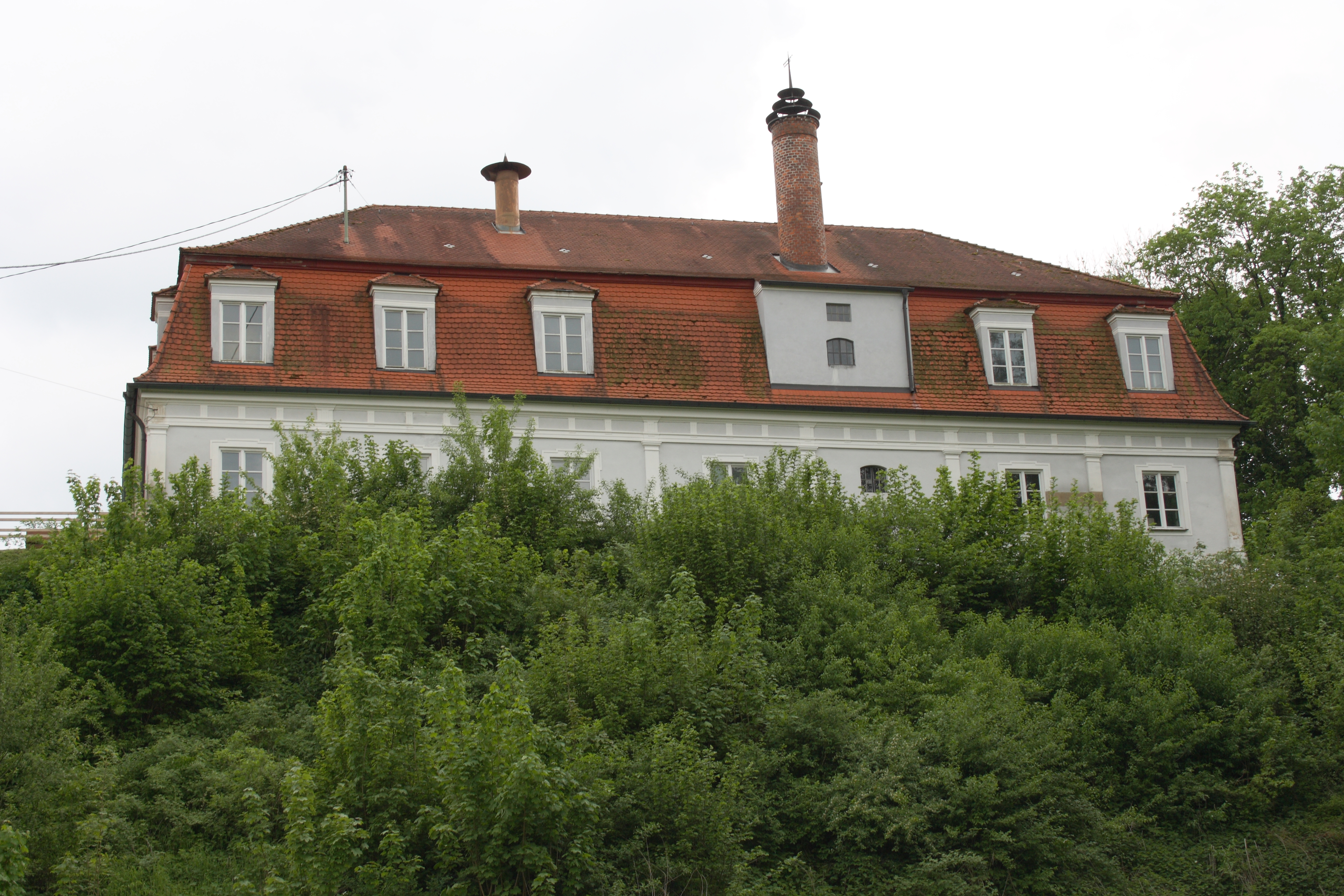
Schlossbrauhaus in Harthausen

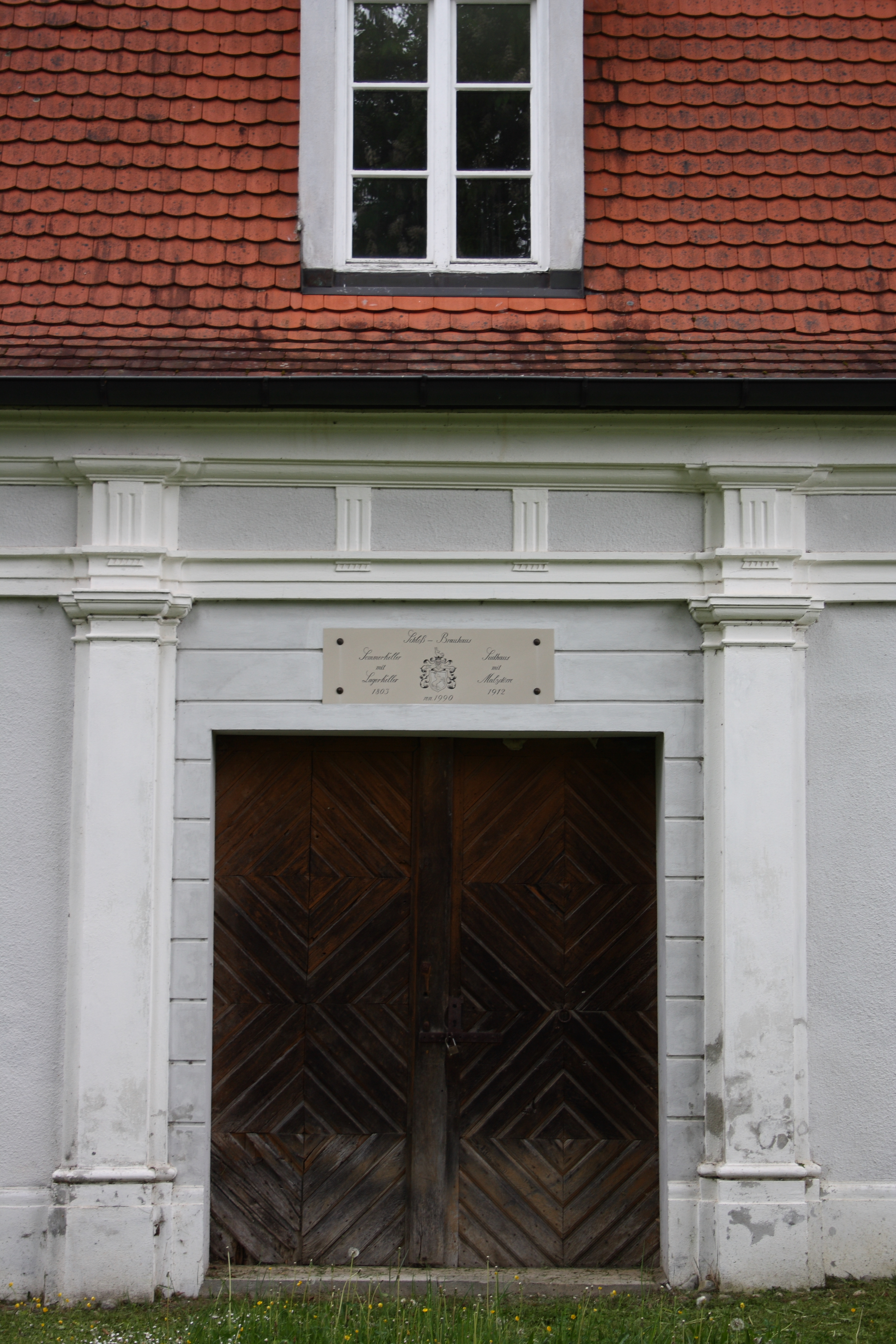
Portal

Das Schlossbrauhaus Harthausen, einem Ortsteil der Gemeinde Rettenbach im Landkreis Günzburg in Bayern, wurde 1803 errichtet. Das Gebäude neben der Kapelle St. Alexander, an der St.-Alexander-Straße 13, ist ein geschütztes Baudenkmal.

## Beschreibung
Das ehemalige Brauhaus auf einer Anhöhe gegenüber dem Schloss wurde vermutlich nach Plänen des Baumeisters Joseph Dossenberger errichtet. Der Grundherr Johann Sigmund Freiherr von Riedheim ließ einen erdgeschossigen Bau über rechteckigem Grundriss mit drei zu sieben Fensterachsen erbauen. Das Bauwerk wird von Pilastern dorischer Ordnung gegliedert. Das umlaufende Gebälk besitzt einen Metopenfries. In den Jahren 1988 bis 1990 fand eine Renovierung des Gebäudes statt.